# Robert I van de Haspengouw

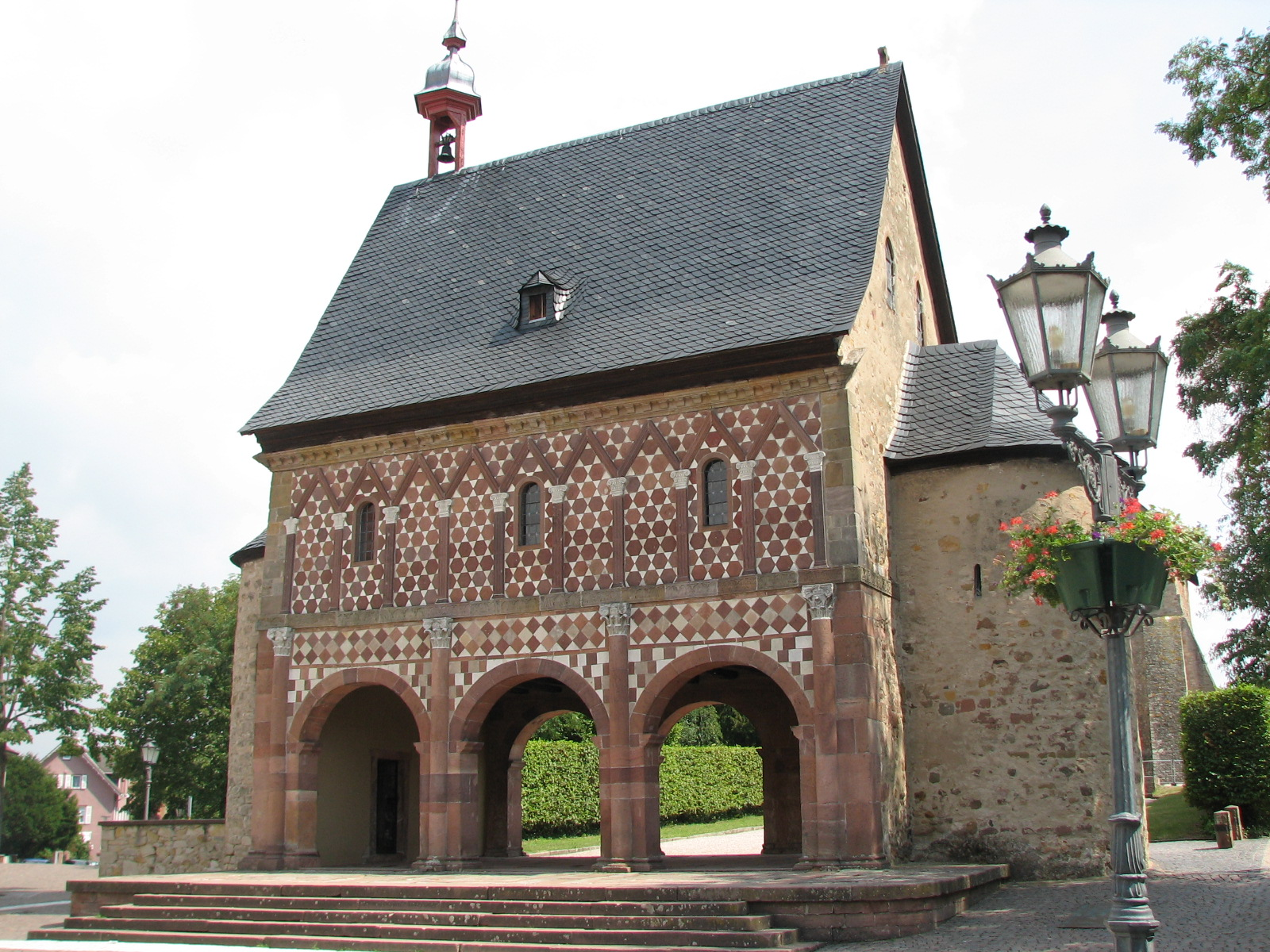
Karolingisch poortgebouw van de abdij van Lorsch

Robert I van de Haspengouw (ca. 700 - voor 764) was een Frankische edelman. Zijn vader was Lambert II, zijn grootvader was Chrodbert II. In veel bronnen wordt de Haspengouw met zijn Franse naam genoemd: Hesbaye.
Omstreekst 715 is hij graaf van de Haspengouw. Hij trouwt met Williswinda (ca. 715 - na 764), dochter van Adalhelm - een grootgrondbezitter in het Rijndal. In 742 is hij paltsgraaf en doet hij een schenking aan de abdij van Sint-Truiden. Rond 750 wordt hij graaf van de Rijngouw en de Wormsgau.
Op 12 juli 764 is Williswinda weduwe en sticht ze samen met haar zoon Cancor de abdij van Lorsch in de Rijngouw. Robert en Williswinda hadden de volgende kinderen:
- Cancor, graaf van de Rijngouw, voorouder van de Babenbergers.
- mogelijk Anselm, die zou zijn gesneuveld in de slag van de Roncevaux-Pas
- Robert, abt van Saint-Germain-des-Fosses
- Thuringbert, grootgrondbezitter in de Rijngouw en de Wormsgau, doet in 767 en 770 schenkingen de abdij van Lorsch, vader van Robert II van Haspengouw